# Georg Weber (Autor)
Georg Weber (* 11. Mai 1950 in Bern) ist ein Schweizer Autor.

## Leben
Georg Weber studierte Volkswirtschaft an der Universität Bern und Politologie an der Columbia University New York. Bis 1989 war er vor allem im Journalismus tätig, danach arbeitete er als Berater. Von 1982 bis 1985 berichtete er aus New York für verschiedene Schweizer Medien, unter anderem für die Weltwoche und die Bilanz. Seit 2010 ist Georg Weber freier Autor. Er lebt in Zürich.

## Werke
- Aus Eigenem. Zehn Lebensentwürfe in der Rückschau. Ex Proprio Verlag, Zürich 2010, ISBN 978-3-033-02576-9.
- Schwarz auf Weiß. Biografie der Modemacherin Christa de Carouge. Römerhof Verlag, Zürich 2013, ISBN 978-3-905894-21-9.
- Rebellion unter Laubenbögen. Die Berner 1968er Bewegung. Zytglogge Verlag, Basel 2017, ISBN 978-3-7296-0960-0.
- Blinde Wut. Ein Roman über den Einbruch des Irrationalen in eine geordnete Welt. Edition Königstuhl, St. Gallenkappel 2024, ISBN 978-3-907339-69-5.